# ありがとう おかげさん
「ありがとう おかげさん」は、2013年10月23日に発売された都はるみのシングル。

## 概要
前作「エリカの花の咲く頃に」に続く、デビュー50周年第2弾シングル。自分を愛し、そして支え、亡くなっていった人々への感謝を歌った楽曲である。作詞は都はるみと同郷の京都出身である元ザ・フォーク・クルセダーズの北山修。作曲は長年にわたりアイドルポップスや歌謡曲などのヒット曲を生み出し続けてる筒美京平が担当している。また編曲は『新世紀エヴァンゲリオン』劇場版の音楽担当などでも知られる鷺巣詩郎が手がけている。3人の異色の組み合わせによる、新境地を開く作品となっている。
本作は都はるみ自身が「ぜひ一度、筒美京平の作品を歌ってみたい」という要望から生まれたもので、シングル発売後のインタビューでも「筒美さんは憧れの存在だったんです。ようやく念願がかないました」と語っている。また本作のテーマである「ありがとう」の言葉を贈りたい、自分を支えてくれた人として、自らの母親と、恩師である市川昭介の名前を挙げている。自分を応援してくれるファンへも、50年分の感謝の気持ちを込めて本作を歌いたい、と語っている。

## 収録曲

### CDシングル
| #         | タイトル                                          | 作詞           | 作曲      | 編曲      | 時間  |
| --------- | ------------------------------------------------- | -------------- | --------- | --------- | ----- |
| 1.        | 「ありがとう おかげさん」                         | きたやまおさむ | 筒美京平  | 鷺巣詩郎  | 3:26  |
| 2.        | 「夢が本当になる舟」                              | きたやまおさむ | 筒美京平  | 鷺巣詩郎  | 3:57  |
| 3.        | 「ありがとう おかげさん（オリジナル・カラオケ）」 |                |           |           | 3:26  |
| 4.        | 「夢が本当になる舟（オリジナル・カラオケ）」      |                |           |           | 3:55  |
| 合計時間: | 合計時間:                                         | 合計時間:      | 合計時間: | 合計時間: | 14:45 |

### シングルカセット
| #  | タイトル                  | 作詞           | 作曲     | 編曲     | 時間 |
| -- | ------------------------- | -------------- | -------- | -------- | ---- |
| 1. | 「ありがとう おかげさん」 | きたやまおさむ | 筒美京平 | 鷺巣詩郎 | 3:26 |
| 2. | 「夢が本当になる舟」      | きたやまおさむ | 筒美京平 | 鷺巣詩郎 | 3:57 |

| #         | タイトル                                          | 作詞      | 作曲      | 編曲      | 時間  |
| --------- | ------------------------------------------------- | --------- | --------- | --------- | ----- |
| 1.        | 「ありがとう おかげさん（オリジナル・カラオケ）」 |           |           |           | 3:26  |
| 2.        | 「夢が本当になる舟（オリジナル・カラオケ）」      |           |           |           | 3:55  |
| 合計時間: | 合計時間:                                         | 合計時間: | 合計時間: | 合計時間: | 14:45 |

## 収録アルバム
- 都はるみ全曲集 ありがとう おかげさん (#1、#2)
- 都はるみ プレミアム・ベスト2014  (#1)
- 都はるみ全曲集 冬の海峡  (#1)

## タイアップ
ありがとう おかげさん
- 読売テレビ・日本テレビ系「情報ライブ ミヤネ屋」エンディングテーマ （2014年1月 - 3月度）